# Godwin (Carolina del Nord)
Godwin és una població dels Estats Units a l'estat de Carolina del Nord. Segons el cens del 2000 tenia 112 habitants.

## Demografia
Segons el cens del 2000, Godwin tenia 112 habitants, 38 habitatges i 31 famílies. La densitat de població era de 173 habitants per km².
Dels 38 habitatges en un 34,2% hi vivien nens de menys de 18 anys, en un 57,9% hi vivien parelles casades, en un 10,5% dones solteres, i en un 18,4% no eren unitats familiars. En el 15,8% dels habitatges hi vivien persones soles el 13,2% de les quals corresponia a persones de 65 anys o més que vivien soles. El nombre mitjà de persones vivint en cada habitatge era de 2,95 i el nombre mitjà de persones que vivien en cada família era de 3,19.
Per edats la població es repartia de la següent manera: un 32,1% tenia menys de 18 anys, un 8% entre 18 i 24, un 26,8% entre 25 i 44, un 18,8% de 45 a 60 i un 14,3% 65 anys o més.
L'edat mediana era de 31 anys. Per cada 100 dones de 18 o més anys hi havia 85,4 homes.
La renda mediana per habitatge era de 41.250 $ i la renda mediana per família de 42.083 $. Els homes tenien una renda mediana de 25.417 $ mentre que les dones 22.188 $. La renda per capita de la població era de 14.943 $. Entorn del 8,6% de les famílies i el 13% de la població estaven per davall del llindar de pobresa.

## Poblacions més properes
El següent diagrama mostra les poblacions més properes.